# SaveGAZ
SaveGAZ або Save GAZ — російський антисанкційний рух і флешмоб, організований радами працівників Групи ГАЗ, який з’явився у квітні 2019 року на знак протесту проти постійного відстрочення скасування санкцій.

## Передісторія
Міжнародні санкції були введені у 2014 році під час російсько-української війни, яка серйозно стримала економічне співробітництво між США та Російською Федерацією та заборонила в’їзд до Європейського Союзу та США кільком особам; одним із них був Олег Дерипаска, власник Групи ГАЗ. Незважаючи на заяви представників Держдепартаменту США про те, що санкції «не спрямовані проти росіян», працівники Групи ГАЗ це спростували, заявивши, що санкції негативно впливають на життя простих людей і заважають повсякденному життю. У 2018 році працівники ГАЗу склали та надіслали листа в посольство США в Москві з проханням про зустріч з послом США в Росії Джоном Хантсманом-молодшим і організувати обговорення можливого зняття санкцій. За словами кількох працівників, причиною введення санкцій стала спроба уряду США отримати контроль над російським ринком і передати його Ford Motor Company як головного конкурента ГАЗу на російському ринку комерційних автомобілів. Проте працівникам відмовили у зустрічі з послом США, а замість цього порекомендували поговорити з представниками російського уряду.

## Протести
У березні 2019 року Група ГАЗ звернулася до уряду Росії з проханням надати на підтримку 468 мільйонів доларів. За заявами Олега Дерипаски від квітня 2019 року, через санкції ризик банкрутства для Групи ГАЗ значно зріс, і в результаті краху без роботи втратять до 400 тисяч працівників, включаючи всі підприємства, які постачають ГАЗ. Санкції США проти Дерипаски можуть скоротити виробництво, але майже на 40% у другій половині того ж року. Щоб змусити США зняти санкції з інших підприємств Дерипаски, таких як «Русал», «Ен+» та «Євросибенерго», Дерипаска зменшив свою частку в цих компаніях і впустив до ради директорів іноземних громадян, у тому числі громадян ЄС та США. Такі ж дії пропонував Дерипаска, щоб вивести Групу ГАЗ із санкційного поля (зменшивши частку Дерипаски в Групі ГАЗ до 50%), однак Дерипаска заявив, що Міністерство фінансів США не погодиться навіть на ці умови в обмін на зняття санкцій з групи ГАЗ. Допис Дерипаски був опублікований в Instagram з гештеґом #SaveGAZ і містив наступний текст:
Колись ГАЗ був остаточним символом ділового співробітництва США та Росії. Тепер OFAC хоче його знищити. Разом із засобами існування 400 тис. робітників. Приєднуйтесь до руху #SaveGAZ, щоб ваші голоси були почуті.
У червні 2019 року члени робочої ради (близько 30 співробітників) провели пікет перед посольством США в Москві, вимагаючи зняття з них санкцій. Мітингувальники вигукували такі гасла, як Санкції проти ГАЗу - санкції проти мене і моїх дітей, Санкції вбивають співпрацю, Врятуйте ГАЗ, врятуйте мене тощо. 1 липня 2019 року відеоролик співу робітників ПАО «Дізель» (входить до групи ГАЗ) трек Gangsta's Paradise of Coolio, опублікований на YouTube-каналі ГАЗу. Відео знімали на заводі ГАЗ у Ярославлі, текст написав Ілля Бондаренко, працівник Групи ГАЗ. Однак увагу ЗМІ до кліпу було звернено лише 4 липня 2019 року, коли під час святкування Дня незалежности США біля Спасо-Хауса, резиденції посла США в Росії, влаштували чергову акцію протесту. Протестувальники принесли банери та таблички з такими заявами, як санкції США забирають хліб із вуст дітей та «Ми – супутня шкода у вашій санкційній війні». Працівники ГАЗа нагадали про давні зв'язки ГАЗа та США, зазначивши, що Генрі Форд зробив великий внесок у появу Горьковського автозаводу, який співпрацював з американцями під час Другої світової війни та наступних мирних років.
30 серпня 2019 року Дерипаска заявив, що майбутні інвестиції в 240 мільярдів рублів створять 30 тисяч робочих місць на підприємстві Групи ГАЗ, але компанія продовжить докладати зусиль, щоб відстрочити всі економічні санкції. Дія чинної ліцензії, яка подовжує терміни угод з Групою ГАЗ і відстрочує санкції, закінчується 8 листопада 2019 року.

## Джерело
- Save GAZ: рабочие автозавода зачитали рэп с просьбой к США снять санкции [Save GAZ: робітники автозаводу зачитали реп із проханням до США зняти санкції] (рос.). Wikinews Russia. 6 липня 2019. Архів оригіналу за 2 квітня 2022. Процитовано 31 серпня 2019.